# Xenurobrycon macropus
Xenurobrycon macropus är en fiskart som beskrevs av Myers och Miranda Ribeiro, 1945. Xenurobrycon macropus ingår i släktet Xenurobrycon och familjen Characidae. Inga underarter finns listade i Catalogue of Life.